# Sepia (technika)

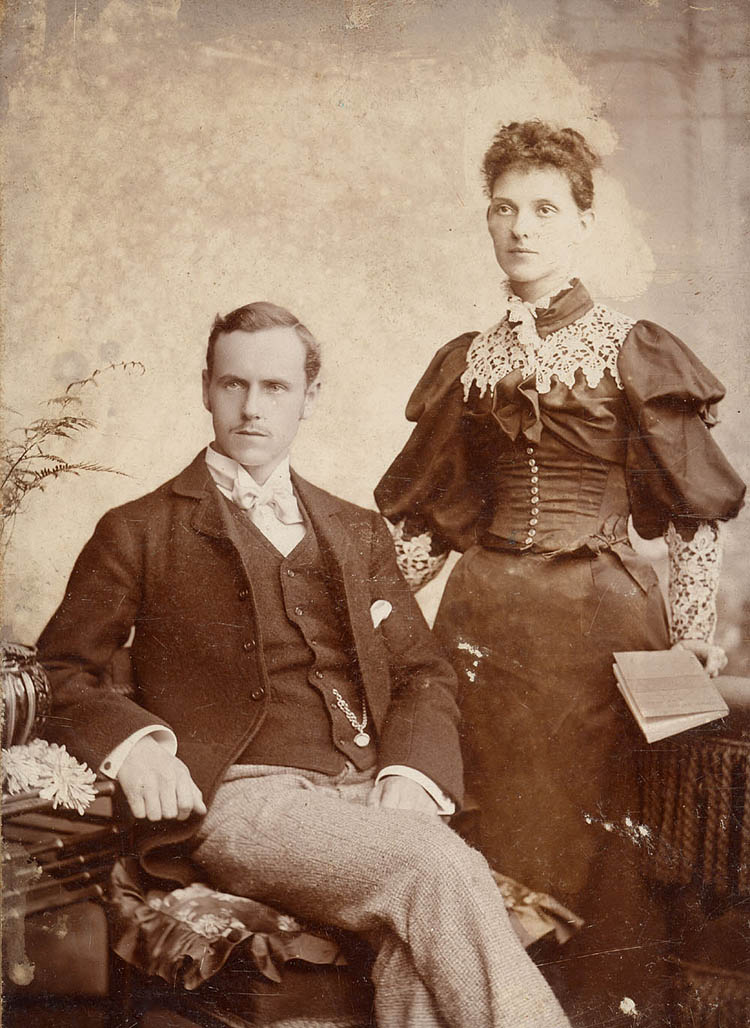
Zdjęcie w odcieniu sepii z roku 1895

Sepia – jedna z technik barwienia (tonowania) odbitek fotograficznych, stosowana głównie w celu zwiększenia ich trwałości.
Jest wykonywana w dwóch kąpielach. Pierwszy roztwór (np. heksacyjanożelazianu(III) potasu) powoduje przejście srebra w formę jonową i odbarwienie odbitki. Drugi roztwór (np. siarczek sodu, tiomocznik) wytrąca w zaciemnionych miejscach zdjęcia siarczek srebra. Odbitka tonowana w ten sposób ma charakterystyczne brązowe zabarwienie.
Obecnie coraz powszechniejsza jest symulacja sepii przy użyciu programów komputerowych.